# Lenti
Lenti ist eine ungarische Stadt im gleichnamigen Kreis im Komitat Zala.

## Geografische Lage
Lenti liegt 34 Kilometer südwestlich des Komitatssitzes Zalaegerszeg an dem Fluss Kerka. Die Grenze zu Slowenien befindet sich 9 Kilometer westlich, die zu Kroatien 18 Kilometer südlich.

## Geschichte
Die erste Erwähnung stammt aus dem Jahre 1237. Der Name wurde als Nempthy (Németi) geschrieben, was auf die Anwesenheit von deutschen Ansiedlern hindeutet. In den 16. und 17. Jahrhunderten spielte es eine wichtigere Rolle, als während der Türkenkämpfe neben dem sumpfigen Kerka-Fluss auf einer Insel seine immer mehr an Bedeutung gewinnende Burg erbaut wurde. Nach den Kämpfen hat die Siedlung an Bedeutung verloren, erst in den letzten Jahrzehnten wurde sie wieder als wichtig beurteilt.
Im Jahr 1913 gab es in der damaligen Kleingemeinde 248 Häuser und 1436 Einwohner auf einer Fläche von 2765 Katastraljochen. Sie gehörte zu dieser Zeit zum Bezirk Nova im Komitat Zala.

## Städtepartnerschaften
Es bestehen folgende Städtepartnerschaften:
- Bad Radkersburg in Österreich
- Lendava in Slowenien
- Mursko Središće in Kroatien

## Denkmäler und Sehenswürdigkeiten
Die Burg ist ein Speichergebäude im Barockstil aus dem 18. Jahrhundert, neben dem Fluss Kerka, in L-Form. Um sie herum befindet sich ein kleiner Teich.
Die römisch-katholische Kirche Szent Mihály wurde in den letzten Jahren des 17. Jahrhunderts erbaut. Daneben stehen ein Dreifaltigkeitsdenkmal und die Skulptur von Stefan dem Heiligen (1996, János Béres).
Ein Glockenstuhl befindet sich in Lentiszombathely (aus dem 18. Jahrhundert) und in Bárszentmihályfa (aus dem 20. Jahrhundert).

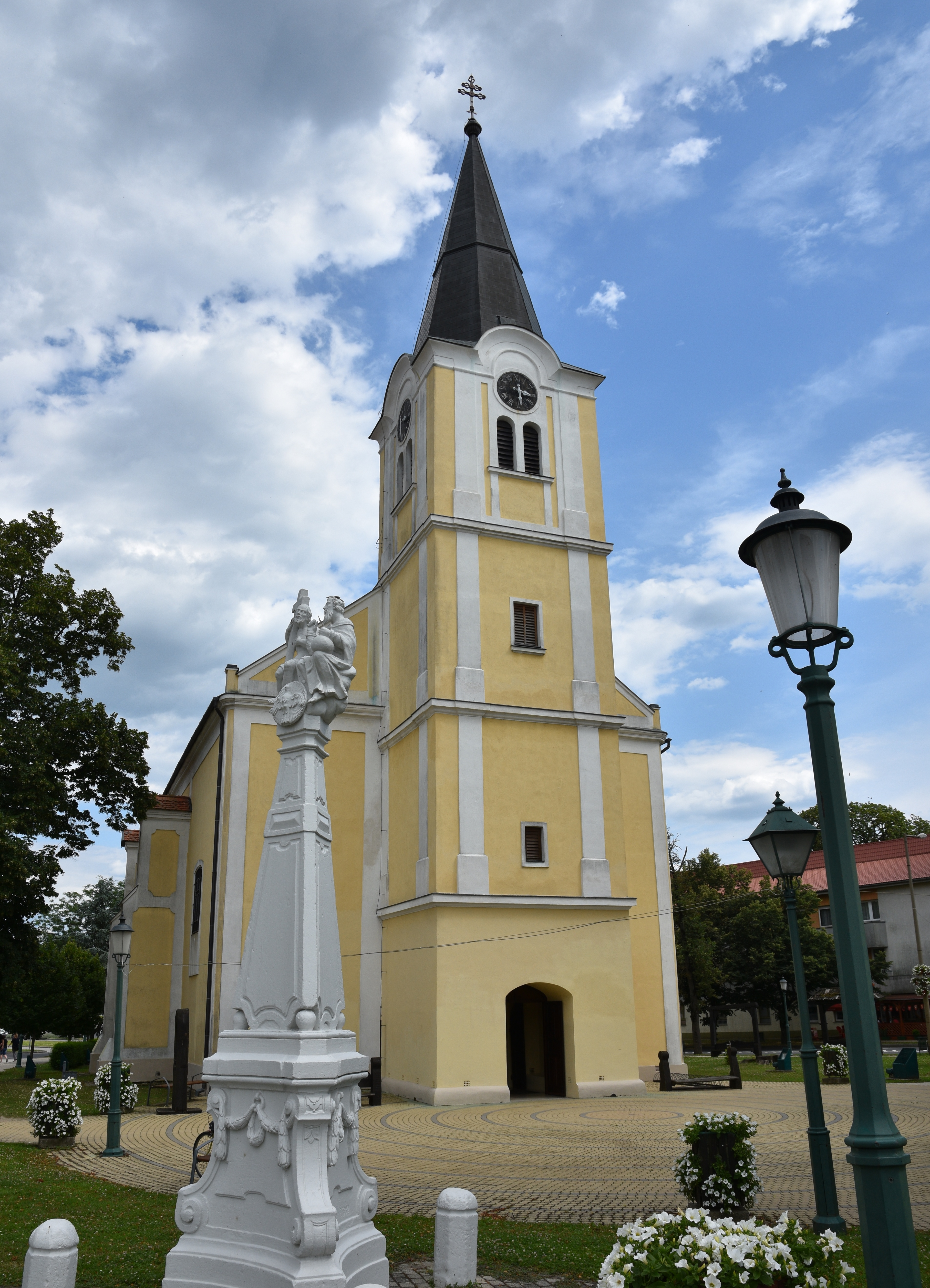
Römisch-katholische Kirche Szent Mihály
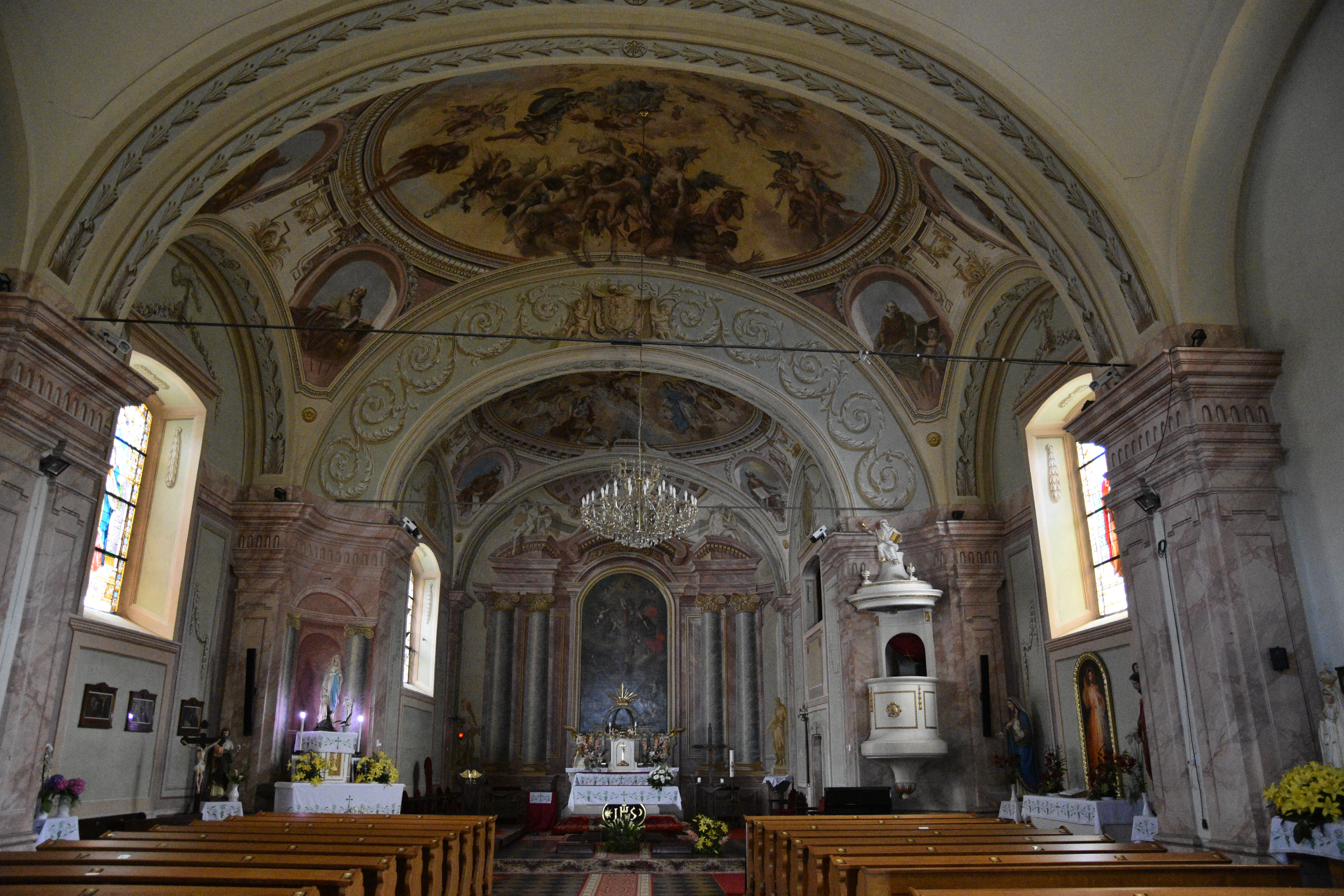
Innenraum der Kirche
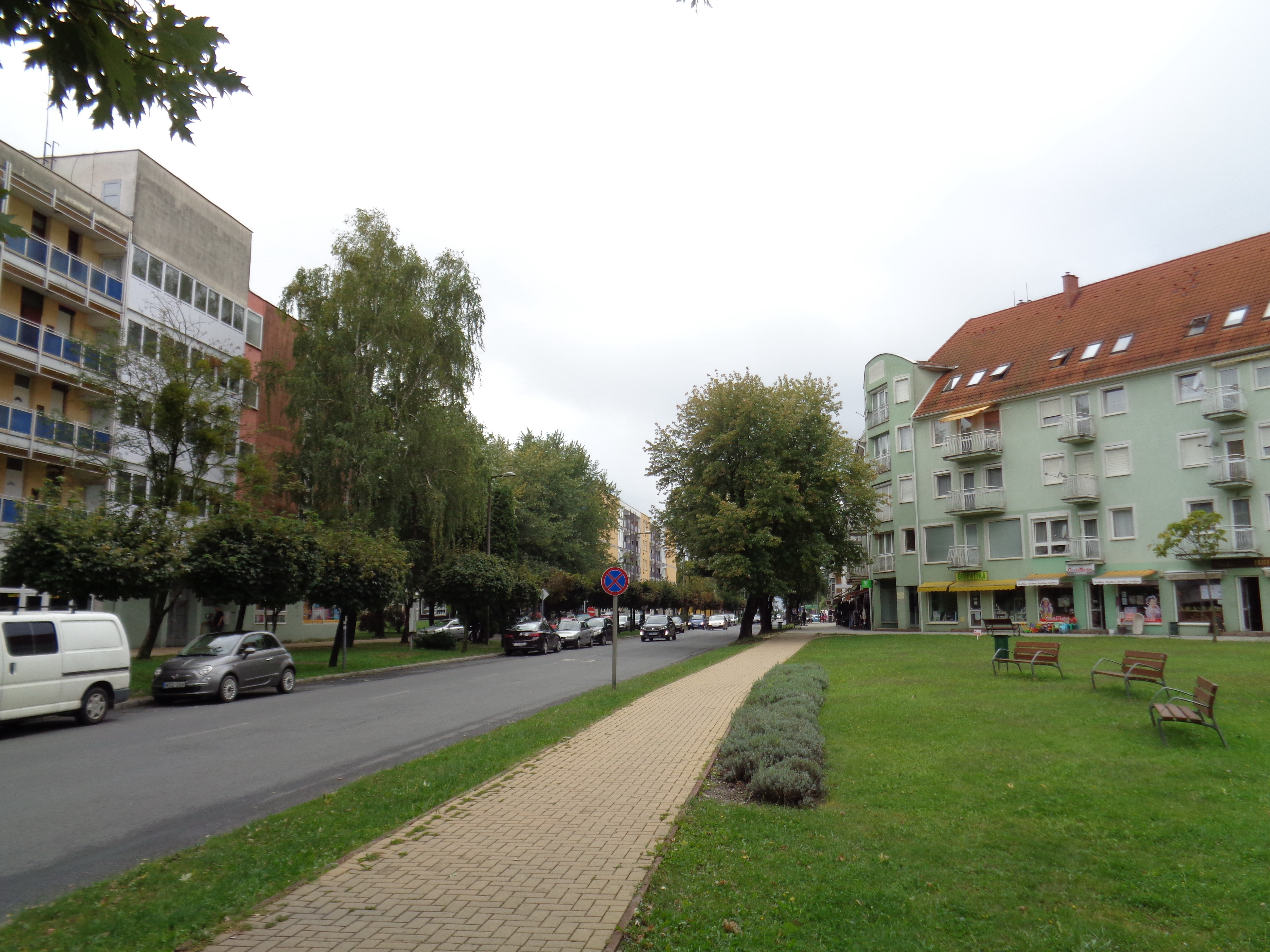
Lenti: Stadtmitte
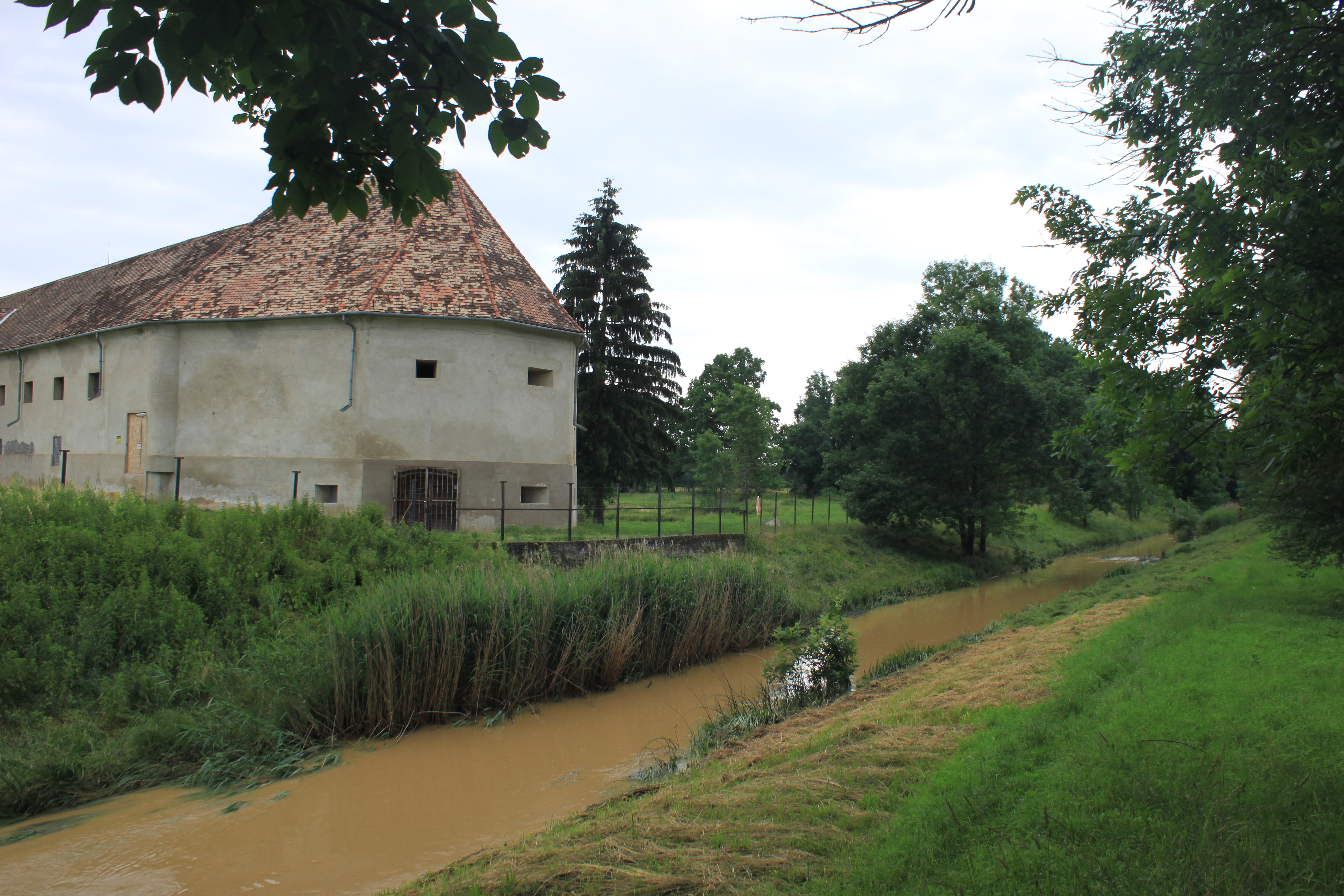
Der Fluss Kerka an der Burg

## Tourismus

### Thermalbad
Im Jahre 1970 wurde 40 °C warmes Wasser gefunden, das Thermalbad wurde im Jahre 1978 eröffnet, seitdem entwickelt es sich zunehmend. Heute werden die überdachten Becken und die Anlagen unter freiem Himmel bei den Gästen im In- und Ausland immer beliebter. Eine Besonderheit stellt der zum Bad gehörende Energiepark dar, in dem laut Eigenwerbung die sogenannten St.-Georg-Linien verlaufen, in denen sich Erdstrahlung bündeln soll.

## Verkehr
Durch Lenti verläuft die Hauptstraße Nr. 75, von der die Landstraße Nr. 7416 in nördliche und die Landstraße Nr. 7538 in südliche Richtung abzweigen.  Es bestehen Bahnverbindungen nach Rédics und Zalaegerszeg. Sechs Kilometer südwestlich von Lenti befindet sich die Grenzübergangsstelle Rédics-Dolga Vas nach Slowenien.